# Гейнцельман Вільгельм Соломонович
Вільге́льм Соломо́нович Гейнцельма́н (рос. Вильге́льм Соломо́нович Гейнцельма́н; 4 серпня 1851, Одеса — 1922, Ташкент) — російський архітектор єврейського походження, голова будівельного відомства Туркестанського краю в 1878—1908 роках, автор проєктів низки великих будівель в європейській частині Ташкента та в деяких інших містах Російського Туркестану наприкінці XIX — на початку XX століття. Дійсний статський радник.

## Життєпис
Вільгельм Соломонович Гейнцельман народився в Одесі 4 серпня 1851 року в родині спадкового почесного громадянина. За національністю — єврей. Згодом став вихрестом, перейшовши в лютеранство.
Здобув політехнічну освіту в Німеччині. У жовтні 1876 року вступив на 4 курс Петербурзького будівельного училища, яке закінчив у червні 1878 року. За блискучі успіхи був записаний на мармурову дошку училища.
Звання цивільного інженера, отримане після закінчення училища, дало змогу Вільгельму Гейнцельману почати кар'єру з чину колезького секретаря. У 1874 році він переїхав до Ташкента. 15 жовтня 1878 року його було визначено на службу у військово-народному управлінні Туркестанського генерал-губернаторства з призначенням у розпорядження туркестанського генерал-губернатора із затвердженням молодшим архітектором будівельного відділення Сирдар'їнського обласного правління.
2 квітня 1884 року був обраний на посаду ташкентського міського архітектора. З 1 січня 1887 року призначений чиновником особливих доручень з будівельної частини, 16 травня 1889 року його одночасно призначили членом Комісії з перегляду і доповнення інструкції будівельним установам у Туркестанському краї.
29 липня 1884 року одружився з Єлизаветою Ернестовною Феневою (уродженою Розенберг; 31 грудня 1852-?).
Керував технічною частиною з будівництва в Ташкенті Спасо-Преображенського собору (1891), 1894 року був головою тимчасового комітету з будівництва церкви в Ташкенті. Крім того, він досліджував руйнування, спричинені Андижанським землетрусом 1902 року, на основі чого 1906 року сформулював перші правила будівельної справи в сейсмічно небезпечних районах.
Дослужився до чину дійсного статського радника (проведений 6 грудня 1901 року).
14 листопада 1903 року наказом по цивільному відомству призначений почесним мировим суддею Ташкентського окружного суду. Член Комітету зі збору пожертвувань на спорудження Кафедрального собору в Ташкенті, Комісії для ревізії всього міського господарства Ташкентської міської управи (1905), Комісії з ревізії Сирдар'їнського обласного правління (1906), почесний член Сирдар'їнського обласного піклування дитячих притулків, голова Комісії для вироблення нормального типу сільської дільничної лікарні (1907). Вийшов на пенсію 7 грудня 1908 року.
Помер 1922 року. Похований на боткінському кладовищі.

## Споруди
Для європейської (новогородської) частини Ташкента в дореволюційний період Вільгельм Гейнцельман спроєктував цілу низку великих будівель. Тут архітектор спроєктував будівлі Спасо-Преображенського собору (розпочато без його участі, завершено 1888 року), Казенної палати (1887), Реального училища (1887), палацу великого князя Миколи Костянтиновича (1889—1890), відділення Державного банку (після 1895), будівлі Ташкентської астрономічної обсерваторії, серед яких найцікавішою є башта для нового телескопа-рефрактора (1893), Ташкентського трамвая та бойні (два останніх — 1908—1912). Крім того, у місті ним створено численні житлові будинки.
Поряд з Ташкентом, Вільгельм Гейнцельман творив у таких містах як Самарканд, Коканд, Туркестан. У Самарканді за проєктом архітектора (виправленим) було споруджено будівлю Громадської бібліотеки (1911). Серед кокандських будівель його авторства найбільш примітний особняк братів Крафтів, тут же ним був створений особняк О. І. Зігеля (обидва — 1903).
У 1913—1915 роках відставний архітектор входив до складу Комітету з планування будівництва Ташкентського Кауфманського дитячого притулку і не тільки підготував креслення і плани, а й перевіряв кошториси, стежив за їх виконанням, працюючи, як і інші члени комісії, без винагороди.

## Нагороди
- Орден Святого Станіслава 3-го ступеня (28 грудня 1879), 2-го ступеня (30 серпня 1889)
- Орден Святої Анни 2-го ступеня (21 грудня 1890)
- Медаль «У пам'ять царювання імператора Олександра III» (1894)
- Орден Святого Володимира 4-го ступеня (6 грудня 1898), 3-го ступеня (16 січня 1905)
- Орден Благородної Бухари 1-го ступеня (21 січня 1900)